# Asociación Correntina de Handball
La Asociación Correntina de Handbal, más conocida como A.CO.HAN, es una asociación que regula el balonmano en la Provincia de Corrientes, actualmente se encuentra asociada a la CAH.

## Historia
La Asociación Correntina de Handball surgió en 2009, teniendo a Leonardo Odriozola como presidente, Gustavo Romero (secretario) y Cristian López como tesorero.
Antes de su fundación, los clubes como el San Patricio debían competir como invitados en la Federación Chaqueña.
Según relatos, la idea de crear una asociación correntina de balonmano, surgió entre 1985 y 1986 de la mano de profesores de educación física (como el cubano Lucas Cruz Guerra y Daniel M. Blanco) en las escuelas. Dicha asociación se creó en 2009 con el objetivo de crecer, y hacer progresar a los clubes y jugadores correntinos, así como la formación de los mismos.

## Clubes afiliados

### Liga Taragüi 2016
- Club Hércules[4]
- Club San Patricio[5][6]
- Juventus Handball[7]
- Muv Handball
- Alvear handball
- U.N.N.E Handball
- Charrúas Handball
- Panteras Handball
- Ñandeño Handball

## Competencias
- Copa Carnavales Correntinos
- Liga Taragüi

## Canchas destacadas
- Club Pingüino
- Club Hércules (medidas oficiales)
- Club Malvinas Argentinas

## Asociaciones registradas en C.A.H.[8]
- Federación Metropolitana de Balonmano Fe.Me.Bal
- Asociación Pampeana de Balonmano (A.Pa.Bal.)
- Asociación Pehuajense de Balonmano (A.Pe.Bal)
- Asociación Sureña de Balonmano ASBAL
- Federación Atlántica de Balonmano Fed.A.Bal
- Asociación Bahiense de Handball
- Asociación Correntina de Handball A.Co.Han
- Federación Rionegrina de Handball
- Federación Neuquina de Balonmano Fe.Neu.Bal.
- Federación Chubutense de Handball
- Asociación Río Gallegos de Handball
- Asociación Rosarina de Handball
- Asociación Santafesina de Handball
- Asociación de Handball del Noreste
- Asociación Salteña de Balonmano
- Federación Jujeña de Handball
- Federación Sanjuanina de Balonmano Fe.Sa.B
- Asociación Mendocina de Balonmano A.Me.Ba
- Asociación Tucumana de Handball
- Federación Cordobesa de Handball
- Asociación San Luis de Handball
- Asociación del Nordeste de la Prov.de Bs.As AsBalNor
- Asociación de Handball de los Lagos del Sur
- Asociación Atlántica de Balonmano As.A.Bal
- Federación Entrerriana de Handball

## Contacto y enlaces externos
- Correo electrónico: asociacioncorrentinadehandball@hotmail.com
- Facebook oficial de la A.CO.HAN